# منتخب جمهورية الدومينيكان لهوكي الحقل
منتخب جمهورية الدومينيكان لهوكي الحقل (بالإسبانية: Selección masculina de hockey sobre césped de la República Dominicana)‏ هو ممثل جمهورية الدومينيكان الرسمي في المنافسات الدولية في هوكي الحقل.